# For Your Consideration
Pour plus de détails, voir Fiche technique et Distribution.
For Your Consideration est un film américain réalisé par Christopher Guest, sorti en 2006.

## Synopsis
Sur le plateau de tournage d'un film à petit budget, le réalisateur doit gérer ses acteurs et sa production tumultueuse.

## Fiche technique
- Titre : For Your Consideration
- Réalisation : Christopher Guest
- Scénario : Christopher Guest et Eugene Levy
- Production : Karen Murphy
- Société de production : Castle Rock Entertainment et Shangri-La Entertainment
- Société de distribution : Warner Independent Pictures (USA)
- Musique : Christopher Guest, Eugene Levy et Jeffrey C.J. Vanston
- Photographie : Roberto Schaefer
- Montage : Robert Leighton
- Décors : Joseph T. Garrity et Pat Tagliaferro
- Costumes : Durinda Wood
- Pays d'origine :  États-Unis
- Langue : anglais
- Format : Couleurs - 1,85:1 - DTS / Dolby Digital / SDDS - 35 mm
- Genre : Comédie et film musical
- Durée : 86 minutes
- Date de sortie :
  - États-Unis 22 novembre 2006
  - France 17 octobre 2007

## Distribution
- Catherine O'Hara : Marilyn Hack
- Ed Begley Jr. : Sandy Lane
- Eugene Levy : Morley Orfkin
- Harry Shearer : Victor Allan Miller
- Christopher Moynihan : Brian Chubb
- Christopher Guest : Jay Berman
- John Michael Higgins : Corey Taft
- Carrie Aizley : Pam Campanella
- Jim Piddock : Simon Whitset
- Jennifer Coolidge : Whitney Taylor Brown
- Carole Jeghers : Kermit la grenouille (voix originale)
- Tom Hanks : Fozzie (voix originale)
- Tate Donovan : Gonzo (voix originale)
- Patrick Stewart : Chef suédois (voix originale)
- Tress MacNeille : Miss Piggy (voix originale)
- Rob Paulsen : Scooter (voix originale)

## Distinctions

### Récompenses
- Kansas City Film Critics Circle Awards : meilleure actrice dans un second rôle (Catherine O'Hara)
- National Board of Review : meilleure actrice dans un second rôle (Catherine O'Hara)

### Nominations
- Critics Choice Awards : meilleure comédie et meilleure actrice dans un second rôle (Catherine O'Hara)
- Chlotrudis Awards : meilleur casting et meilleure actrice dans un second rôle (Catherine O'Hara)
- Gotham Awards : meilleur casting
- Independent Spirit Awards : meilleure actrice (Catherine O'Hara)